# Afrocanthium keniense
Afrocanthium keniense là một loài thực vật có hoa trong họ Thiến thảo. Loài này được (Bullock) Lantz mô tả khoa học đầu tiên năm 2004.